# Ora Tour
L'Ora Tour è stato il primo tour della cantante britannica Rita Ora, a supporto del suo primo album in studio Ora (2012).

## Scaletta
1. Facemelt
2. Roc the Life
3. Fall in Love
4. Shine Ya Light
5. Swim Good
6. How We Do (Party)
7. Radioactive
8. R.I.P.
9. Uneasy